# Assadollah Mobasheri
Assadollah Mobasheri (persisch اسدالله مباشری‎; * 1909; † 1990) war ein persischer Jurist, Politiker, Journalist, Dichter und Übersetzer der Werke von Goethe, Corbin und Jaspers aus dem Französischen ins Persische.
Er war für kurze Zeit 1979 der Justizminister im ersten provisorischen Kabinett nach der islamischen Revolution.